# (5702) Morando
(5702) Morando est un astéroïde de la ceinture principale.
Il a été nommé d'après Bruno Morando, astronome français et membre titulaire du Bureau des longitudes. Il fut aussi président de la Société astronomique de France et de la Commission des Éphémérides de l'Union astronomique internationale.

## Description
(5702) Morando est un astéroïde de la ceinture principale. Il fut découvert le 16 mars 1931 à Heidelberg par Max Wolf. Il présente une orbite caractérisée par un demi-grand axe de 2,26 UA, une excentricité de 0,13 et une inclinaison de 5,3° par rapport à l'écliptique.

## Compléments